# Бомбелли, Рафаэль
Рафаэль Бомбелли (итал. Rafael Bombelli; ок. 1526, Болонья — 1572, вероятно, Рим) — итальянский математик, инженер-гидротехник. Настоящая фамилия: Маццоли (Mazzoli), ему пришлось сменить фамилию при возвращении в Болонью, потому что его дед был некогда казнён как заговорщик.
Известен тем, что ввёл в математику комплексные числа как легальный объект и разработал базовые правила действий с ними. Перевёл и опубликовал «Арифметику» Диофанта; благодаря этому событию начинается история теории чисел в Европе.

## Биография
Рафаэль Маццоли родился в Болонье в семье торговца шерстью Антонио Маццоли и дочери портного Диаманте Скудьери (Diamante Scudieri), он был старшим из шести их детей. Учился архитектуре. Как раз в это время открытия болонского математика дель Ферро в изложении Тартальи вызвали подъём массового интереса к математике, который захватил и Бомбелли.
Будучи по делам в Риме, Бомбелли познакомился с профессором университета Антонио Мария Пацци, который незадолго до того обнаружил в Ватиканской библиотеке рукопись «Арифметики» Диофанта. Друзья договорились перевести её на латинский. Одновременно с переводом Бомбелли пишет свой трактат «Алгебра» в трёх книгах, куда включил не только свои разработки, но и множество задач Диофанта с собственными комментариями. Однако главную ценность труда Бомбелли составили его собственные открытия. Он планировал дополнить трактат ещё двумя книгами геометрического содержания, но не успел их завершить. В 1923 году незаконченные рукописи последних томов «Алгебры» были обнаружены историком Этторе Бортолотти и опубликованы в 1929 году.

## Научная деятельность

### Алгебра
Главный труд Бомбелли — «Алгебра» (L’Algebra), написана около 1560 года, издана в 1572 году в Венеции и переиздана в 1579 году в Болонье.
«Алгебра» примечательна во многих отношениях. Бомбелли, первый в Европе, свободно оперирует с отрицательными числами, приводит правила работы с ними, включая правило знаков для умножения. Он также первым, опередив своё время, оценил пользу комплексных чисел, в частности для решения уравнений третьей степени по формулам Кардано.
Пример. Уравнение {\displaystyle x^{3}=15x+4} имеет вещественный корень x = 4, однако по формулам Кардано получаем: {\displaystyle x={\sqrt[{3}]{2+11i}}+{\sqrt[{3}]{2-11i}}}.
Бомбелли обнаружил, что {\displaystyle {\sqrt[{3}]{2\pm 11i}}=2\pm i}, откуда сразу получается нужный вещественный корень. Он подчеркнул, что в подобных (неприводимых) случаях комплексные слагаемые в формуле Кардано всегда сопряжены, поэтому при их сложении получается вещественный корень. Данное уравнение имеет ещё два вещественных корня ({\displaystyle -2\pm {\sqrt {3}}}), однако отрицательные значения в тот период ещё не рассматривались как допустимые. Разъяснения Бомбелли положили начало успешному применению в математике комплексных чисел.
Исчерпывающее исследование неприводимого случая требовало умения извлекать корни из комплексных чисел, а этого умения у Бомбелли ещё не было. Полностью проблему решили Виет и де Муавр.
Бомбелли также придумал первые скобки; они имели вид прямой и зеркально-отражённой буквы L. Привычные нам круглые скобки появились в том же XVI веке, однако в общее употребление их ввели только Лейбниц и Эйлер. Бомбелли первый стал использовать числовое (а не словесное, как ранее) обозначение для показателя степени, помечаемое специальной дужкой снизу. Современное обозначение показателя ввёл в широкое обращение Декарт.

### Цепные дроби
Из других научных достижений Бомбелли следует отметить фактическое применение цепных дробей для вычисления квадратных корней из натуральных чисел. Понятия цепной дроби у Бомбелли ещё не было, и ниже излагается алгоритм в более поздней версии, данной Катальди (1613 год).
Чтобы найти значение {\displaystyle {\sqrt {n}}}, сначала определим его целое приближение: {\displaystyle {\sqrt {n}}=a\pm r}, где {\displaystyle 0<r<1\ }. Тогда {\displaystyle n=(a\pm r)^{2}=a^{2}\pm 2ar+r^{2}\ }. Отсюда несложно вывести, что {\displaystyle r={\frac {|n-a^{2}|}{2a\pm r}}}. Повторно подставляя полученное выражение в формулу {\displaystyle {\sqrt {n}}=a\pm r}, мы получаем разложение в цепную дробь:
{\displaystyle a\pm {\frac {|n-a^{2}|}{2a\pm {\frac {|n-a^{2}|}{2a\pm {\frac {|n-a^{2}|}{2a\pm \cdots }}}}}}}
Для оценки точности полученных приближений можно использовать одно из свойств цепных дробей: последовательные значения подходящих дробей колеблются около точного значения, чередуя приближения с избытком и недостатком.
Пример. Для {\displaystyle {\sqrt {13}},a=3} мы получаем последовательные приближения:
{\displaystyle 3{\frac {2}{3}},\ 3{\frac {3}{5}},\ 3{\frac {20}{33}},\ 3{\frac {66}{109}},\ 3{\frac {109}{180}},\ 3{\frac {720}{1189}},\ \cdots }
Последняя дробь равна {\displaystyle 3.605550883}…, в то время как {\displaystyle {\sqrt {13}}\ \approx 3.605551275}.

### Другие достижения
Бомбелли занимался древними задачами удвоения куба и трисекции угла и сумел доказать, что их можно свести к решению кубического уравнения.

## Память
В честь Бомбелли названы:
- лунный кратер Бомбелли;
- астероид 17696 Bombelli[итал.].

## Труды
- «Алгебра» Бомбелли (итал.).